# Fermi-Wechselwirkung
In der Teilchenphysik ist die Fermi-Wechselwirkung eine effektive Beschreibung der schwachen Wechselwirkung, die historisch gesehen die erste ihrer Art war. Enrico Fermi schlug diese Theorie vor, in welcher vier Fermionen direkt miteinander wechselwirken (daher auch der Name Vier-Fermionen-Wechselwirkung). Sie ist z. B. direkt in der Lage, ein Neutron (zwei Down-Quarks und ein Up-Quark) in ein Elektron, ein Antineutrino und ein Proton (zwei Up-Quarks und ein Down-Quark) zu zerlegen (Beta-Zerfall).
Die Fermi-Wechselwirkung ergibt sich als effektive Theorie aus der elektroschwachen Wechselwirkung, wenn alle Energien als klein gegen die Masse des W-Bosons betrachtet werden können.
Die niedrigste Ordnung beschreibt damit z. B. den Myon-Zerfall sehr gut. Höhere Ordnungen, also Schleifendiagramme, lassen sich nicht verlässlich berechnen, weil die Fermi-Wechselwirkung nicht renormierbar ist. Als Lösung wird sie durch eine vollständigere Theorie ersetzt – den Austausch von einem W- und einem Z-Boson wie in der renormierbaren elektroschwachen Wechselwirkung beschrieben.
Bevor die elektroschwache Theorie und das Standardmodell aufgestellt wurden, waren George Sudarshan und Robert Marshak sowie unabhängig davon Richard Feynman und Murray Gell-Mann in der Lage, die korrekte Tensor-Struktur der Vier-Fermionen-Wechselwirkung zu bestimmen: Vektor minus Pseudovektor, V−A, siehe V-A-Theorie.

## Fermi-Konstante
Die Stärke der Fermi-Wechselwirkung wird durch die Fermi-Kopplungskonstante  {\displaystyle G_{\mathrm {F} }} festgelegt. In moderner Schreibweise mit natürlichen Einheiten ({\displaystyle c=\hbar =1}) gilt:
{\displaystyle G_{\mathrm {F} }={\frac {\sqrt {2}}{8}}{\frac {g^{2}}{m_{\mathrm {W} }^{2}}}=1{,}166\,378\,7(6)\times 10^{-5}\,\mathrm {GeV} ^{-2}\,.}
Dabei ist
- {\displaystyle g} die Kopplungskonstante der schwachen Wechselwirkung,
- {\displaystyle m_{\mathrm {W} }} die Masse des W-Bosons.

Die Fermi-Konstante steht mit dem Vakuumerwartungswert des Higgs-Felds {\displaystyle v} aufgrund der Beziehung {\textstyle m_{\mathrm {W} }={\frac {1}{2}}g\,v} in folgendem Zusammenhang:
{\displaystyle G_{\mathrm {F} }={\frac {1}{{\sqrt {2}}\,v^{2}}}}.